# Селавик (језеро)
Селавик (енгл. Selawik Lake) је језеро у Сједињеним Америчким Државама. Налази се на територији америчке савезне државе Аљаске. Површина језера износи 1.046 ².